# Randy Culpepper
Pour les articles homonymes, voir Culpepper.
Randy Lechard Culpepper, né le 16 mai 1989 à Memphis, au Tennessee, est un joueur américain de basket-ball, évoluant au poste de meneur.

## Carrière
Le 26 juillet 2015, il signe au CSP Limoges.
Le 17 novembre 2022, il rejoint l'Union sportive monastirienne. En décembre 2022, il quitte l'équipe.

## Palmarès

### En club
- Vainqueur de la coupe d'Ukraine (2013)

### Distinctions personnelles
- Meilleur marqueur de la VTB United League (2015)
- MVP de la coupe d'Ukraine (2012)
- All-Star du championnat ukrainien (2012)
- Joueur de l'année de la C-USA (2010)